# کلیسای جامع سانتا ماریا د ویتوریا
کلیسای جامع سانتا ماریا د ویتوریا (باسکی: Santa Maria katedrala, اسپانیایی: Catedral de Santa María) یک کلیسای جامع به سبک گوتیک و کلیسای کاتولیک رومی است که در ویتوریا-گاستیس، منطقه باسک، اسپانیا قرار دارد. این کلیسا در سال ۱۹۳۱ به عنوان اثر فرهنگی ارزشمند اعلام شد و در سال ۲۰۱۵ به عنوان بخشی از کامینو د سانتیاگو
به عنوان یک سایت میراث جهانی شناخته شد.